# Los się musi odmienić
Los się musi odmienić – płyta wydana w 2005 r. przez Kazika Staszewskiego.
Część piosenek została stworzona do filmu Leszka Wosiewicza Rozdroże Cafe. Na płycie znalazła się wersja hymnu polskiego. Płyta wydana została z 4 wersjami okładek i książeczek.

## Lista utworów
1. "Ból" – 3:14
2. "DD" – 3:50
3. "Rozdroże" – 4:07
4. "Los się musi odmienić" – 6:29
5. "W Polskę idziemy" – 7:05
6. "Mamo, przepraszam" – 4:53
7. "Chlopci" – 3:28
8. "Gerard" – 3:39
9. "Grześ" – 4:36
10. "To jest chiba apokalipsa" – 4:39
11. "Alicja!" – 7:42
12. "Co się stało z naszem panem?" – 5:39
13. "Generał Poder" – 4:17
14. "Frankie&Johnny" – 3:03
15. "Brat gryzie ziemię" – 4:36
16. "Jeszcze Polska nie zginęła" – 4:25

## Twórcy
- Kazik Staszewski – teksty (poza 5, 14 i 16), wokal
- Andrzej Izdebski – gitara
- Wojciech Jabłoński – gitara, perkusja

gościnnie
- Krzysztof Banasik – róg
- Olaf Deriglasoff – gitara basowa
- Tomasz Glazik – saksofon
- Sławomir Janicki – kontrabas
- Jacek Majewski – instrumenty perkusyjne
- Paweł Nazimek – gitara basowa
- Ryszard Olejniczak – skrzypce
- Janusz Zdunek – trąbka

## Sprzedaż
| Oficjalna Lista Sprzedaży OLiS |    |    |    |    |    |    |    |    |    |    |    |    |    |    |    |    |    |    |    |    |
| Tydzień                        | 01 | 02 | 03 | 04 | 05 | 06 | 07 | 08 | 09 | 10 | 11 | 12 | 13 | 14 | 15 | 16 | 17 | 18 | 19 | 20 |
| Pozycja                        | 3  | 1  | 4  | 3  | 6  | 9  | 9  | 11 | 13 | 16 | 19 | 24 | 27 | 25 | 23 | 24 | 30 | 35 | -  | -  |